# Sto Diabłów
Sto Diabłów. Mozaika z czasów Czteroletniego Sejmu – powieść historyczno-obyczajowa Józefa Ignacego Kraszewskiego z 1869 roku.
Pierwotnie drukowana w odcinkach na łamach krakowskiego „Kraju” w 1869–1870. Pierwsze jej książkowe wydanie ukazało się w 1870, nakładem wydawcy „Kraju”. Nie miała więcej wydań za życia autora; ponownie opublikowana po 86 latach (PIW).

## Treść
Akcja powieści rozgrywa się w Warszawie stanisławowskiej, z okresu obrad Sejmu Czteroletniego. Bohaterem jest młody kniaź Konstanty Korjatowicz Kurcewicz, któremu po śmierci rodziców przyszło borykać się z wieloma życiowymi trudnościami; wskutek komplikacji prawnych i przedłużającego się procesu spadkowego zostaje praktycznie nędzarzem. Zdegustowany atmosferą ówczesnej Warszawy, śmiało występuje publicznie przeciw upadkowi obyczajów warstw wyższych. Tym samym naraża się tytułowym Stu Diabłom, czyli tajnemu stowarzyszeniu ówczesnej „złotej młodzieży”, która m.in. porusza stolicę prowokacyjnymi ekscesami „Beppo” (księcia Józefa Poniatowskiego).
Na tle dramatycznych przejść zubożałego prowincjonalnego księcia, pisarz ukazuje ówczesną libertyńską obyczajowość schyłku szlacheckiej Rzeczypospoltej, malując zarazem sugestywny portret osiemnastowiecznej Warszawy wraz z okolicznościami uchwalenia Konstytucji 3 maja. Tytułowych Stu Diabłów to synonim aroganckiej, rozpasanej młodzieży arystokratycznej, której skutecznie przeciwstawia się zdrowy trzon warstwy niższej (zamożnego mieszczaństwa), nastrojonej patriotycznie i zapowiadającej powstanie przyszłej racjonalniejszej elity. Kolejna powieść Kraszewskiego nacechowana surową krytyką wobec warstwy dopuszczającej do poddańczego upadku Rzeczypospolitej.